# Maubec (Tarn-et-Garonne)
Maubec település Franciaországban, Tarn-et-Garonne megyében. Lakosainak száma 152 fő (2022. január 1.). Maubec Marignac, Brignemont, Avensac, Sarrant, Solomiac, Le Causé, Faudoas és Goas községekkel határos.

## Népesség
A település népessége az elmúlt években az alábbi módon változott:
| Lakosok száma | 150  | 142  | 140  | 135  | 136  | 137  | 137  | 144  | 152  |
|               | 2013 | 2015 | 2016 | 2017 | 2018 | 2019 | 2020 | 2021 | 2022 |